# Prefettura di Pita
Pita è una prefettura della Guinea nella regione di Mamou, con capoluogo Pita.

## Geografia
La prefettura è divisa in 12 sottoprefetture:
- Bantignel
- Bourouwal-Tappé
- Dongol-Touma
- Gongore
- Ley-Miro
- Maci
- Ninguélandé
- Pita
- Sangaréah
- Sintali
- Timbi-Madina
- Timbi-Touny